# Amilcare Lauria
Amilcare Laurìa (Napoli, 3 aprile 1854 – Napoli, 1932) è stato uno scrittore italiano.

## Biografia
Nato a Napoli da una famiglia di magistrati, ebbe come maestri il latinista Antonio Mirabelli, il filosofo Antonio Tari, il filologo Emmanuele Rocco e il critico Francesco De Sanctis. Iniziò a lavorare come avvocato, mestiere che detestava, e scrisse la sua prima opera osservando i comportamenti della piccola borghesia napoletana, una raccolta di bozzetti umoristici che pubblicò nel 1884 con il titolo Sebetia, arricchita da una prefazione di Marc Monnier. Il libro fu un successo tale che l'editore Angelo Sommaruga fu costretto a ristamparlo otto volte e Amilcare Lauria divenne ben presto noto nell'ambiente intellettuale italiano e non, venendo tradotto anche in tedesco e pubblicato in Germania.
Scrisse numerosi romanzi e racconti di gusto verista ispirati alla vita quotidiana nella città partenopea, tra i quali spicca Povero don Camillo!, il suo romanzo più noto e apprezzato, pubblicato nel 1897. Scrisse anche romanzi educativi per ragazzi, come Il signorino (1901), o raccolte di novelle per un pubblico femminile, come Figurine ingenue (1900). Tra le altre opere si ricordano le novelle socialiste di La mala gente (1903) e Le garibaldine (1904) nell'ambito della letteratura garibaldina. Morì a Napoli nel 1932.

## Opere
- Sebetia. Schizzi napoletani, Roma, A. Sommaruga, 1884.
- Novelle nere, Torino, C. Triverio, 1887.
- Ragazzi napoletani, illustrazioni di A. De Lisio , Milano-Roma, Trevisini tip. ed., 1890.
- Donna Candida. Romanzo, Milano, Libr. Edit. Galli di C. Chiesa e F. Guindani, 1891. Nuova ed. Bologna, Millennium, 2007. ISBN 978-88-95045-10-8.
- Micia, Roma, Bontempelli, 1893.
- Quattro del molo. Romanzo per ragazzi, Milano, Enrico Voghera, 1895.
- Vecchia Napoli. Sebetia tertia, Roma, Enrico Voghera, 1895.
- Povero don Camillo! Scene napoletane della vita contemporanea, Catania, ,Niccolo Giannotta, 1897.
- Figurine ingenue. Novelle napoletane. Sebetia quarta, Rocca S. Casciano, L. Cappelli, 1900.
- Il signorino. Romanzo per ragazzi, con acquerelli di Pietro Scoppetta , Milano-Palermo, Sandron, 1901.
- La mala gente. Scene, quadri e storie della vita contemporanea, Firenze, G. Nerbini Edit., 1903.
- Le garibaldine. Memorie del 1860 a Napoli, Torino, Renzo Streglio, 1904.
- Tra spade e parrucche. Vita teatrale napoletana del secolo XVIII, Milano, A. Vallardi, 1921.